# مرسمة قطع ناقص
تشير مرسمة القطع الناقص أو مرسمة أرخميدس (بالإنجليزية: Ellipsograph) إلى آلية لرسم القطع الناقص.
وهي أدق من طريقة الخيط والمسمارين.

آلية مرسمة أرخميدس

والتي يُطلق عليها أيضًا اسم مرسمة برقلس. يمكن لقضيب a أن يدور حول دبابيس A وB. يمكن للدبابيس أن تنزلق داخل دليلين متعامدين مستقيمين. يتم وضع قلم على الطرف الخارجي P للقضيب a. عندما ينزلق A وB على طول دليلين، يرسم P قطع ناقص بمحاور تتطابق مع الدليلين ويكون أطوال أنصاف المحاور يساوي PA وPB.

رسم متحرك لمرسمة أرخميدس